# Seznam benediktinských klášterů

Historický znak benediktinů

Toto je nekompletní seznam benediktinských klášterů:
 Austrálie
- Opatství New Norcia
- Klášter Jamberoo

 Belgie
- Klášter Affligem
- Klášter Aulne
- Klášter svatého Petra v Gentu
- Klášter Maredsous
- Klášter Messines

 Brazílie
- Opatství svatého Benedikta (São Paulo)

 Česko – podrobněji viz České kláštery benediktinů
- Broumovský klášter - založen 1322, existuje formálně bez mnišské komunity (benediktini vyhnáni komunisty v roce 1948)
- Kladrubský klášter - založen 1115, zrušen Josefem II. v roce 1785
- Opatovický klášter - založen 1073, zničen husity v 1421
- Klášter Ostrov u Davle - založen okolo 999, mnišskou komunitou opuštěn 1517
- Klášter Svatý Jan pod Skalou - později předán Školským bratřím, od 20. století Svatojánská kolej
- Podlažický klášter - založen před 1150, zničen husity v 1421
- Klášter Police nad Metují - založen 1213, zrušen Josefem II. v roce 1786
- Klášter Postoloprty - založen před 1119, zničen husity v 1420
- Sázavský klášter - založen 1032, zrušen Josefem II. v roce 1785
- Teplický klášter - ženský, založen v letech 1152-1167, zanikl za husitských válek
- Vilémovský klášter - vznikl ve 12. století, zanikl za husitských válek
- Želivský klášter - založen 1139, v roce 1149 předán premonstrátům
- Praha
  - Arciopatství svatého Vojtěcha a svaté Markéty na Břevnově - založen 993
  - Bělohorský klášter - ženský
  - Opatství Panny Marie, svatého Jeronýma a slovanských patronů (zvaný Emauzy, nebo též Na Slovanech) - založen 1347
  - Jiřský klášter na Pražském hradě - ženský, založen 976, zrušen Josefem II. v roce 1782
  - Klášter svatého Ambrože (Praha) - zaniklý
  - Klášter svatého Ducha (Praha) - zaniklý
  - Klášter svatého Gabriela (Praha) - zaniklý
  - Klášter svatého Mikuláše (Praha) - zaniklý
- Hradisko u Olomouce - později předán premonstrátům
- Komárovský klášter - zaniklý
- Měřínské proboštství - podřízené opatství v Třebíči, zaniklý
- Rajhradský klášter
- Třebíčský klášter - zaniklý

Slezsko
- Klášter Orlová - zaniklý
- Těšínský klášter - zaniklý

 Spojené království
- Buckfast Abbey

 Francie
- Klášter Alet - zrušen
- Klášter anglických benediktinek v Paříži - zrušen
- Klášter Arles-sur-Tech - zrušen
- Klášter svatého Mikuláše (Angers) - zrušen
- Opatství Sainte-Madeleine du Barroux (zal. 1970, s tradiční liturgií)
  - převorství Sainte-Marie de La Garde (zal. 2002, podřízeno zakládajícímu opatství du Barroux, s tradiční liturgií)
- Klášter Beaulieu-sur-Dordogne - zrušen
- Klášter Beaulieu-lès-Loches - zrušen
- Klášter Bernay - zrušen
- Klášter Boulbonne - zrušen
- Klášter Cluny - zrušen
- Klášter Corbie - zrušen
- Klášter Saint-Michel de Cuxa
- Klášter Ferrières - zrušen
- Klášter Fontevrault - zrušen
- Klášter Ganagobie
- Klášter Hasnon - zrušen
- Klášter Hautecombe - ve 20. století předán komunitě Chemin Neuf
- Klášter Jouarre
- Klášter Jumièges - zrušen
- Klášter Bon-Secours - zrušen
- Klášter Nogent-sous-Coucy - zrušen
- Klášter Landévennec - obnoven r. 1958
- Klášter Maillezais - zrušen
- Klášter Saint-Martin-des-Champs - zrušen
- Klášter Moissac - zrušen
- Klášter Molesme - zrušen
- Mont-Saint-Michel - v roce 2001 předán Mnišským bratrstvům Jeruzalém
- Klášter Montmartre - zrušen
- Klášter Murbach - zrušen
- Klášter Paray-le-Monial - zrušen
- Klášter svaté Marie (Paříž) - založen 1893
- Klášter Saint-Benoît-sur-Loire
- Klášter Saint-Bertin - zničen bombardováním za druhé světové války, zřícenina
- Klášter Saint-Germain-des-Prés - zrušen
- Klášter Saint-Gilles
- Klášter Saint-Guilhem-le-Désert
- Klášter Saint-Hilaire
- Klášter Saint-Martin du Canigou - předán jiné řeholní komunitě
- Klášter Saint-Mathieu de Fine-Terre - zřícenina
- Klášter Saint-Savin-sur-Gartempe
- Klášter Solesmes
- Klášter Souvigny
- Klášter Valmagne - později předán cisterciákům
- Klášter Vézelay - zrušen

 Chorvatsko
- Převorství Ćokovac (klášter Tkon)

 Itálie
- Klášter Montecassino - nejstarší benediktinský klášter
- Klášter svatého Anselma - Řím, sídlo opata primase benediktinského řádu
- Klášter Bassano Romano
- Klášter Fossanova - později předán minoritům
- Klášter Marienberg
- Klášter Norcia
- Klášter svaté Máří Magdaleny
- Klášter svatého Jana Křtitele
- Klášter svatého Onufria
- Klášter svatého Pavla za hradbami - Řím
- Klášter svatého Štěpána (Řím)
- Klášter Maria Sedes Sapientiae - Norcia, rodiště sv. Benedikta
- Klášter Nostra Signora di Czestochowa - Řím
- Opatství Monte Oliveto Maggiore
- Opatství Montevergine
- Opatství Nejsvětější Trojice v Cava de' Tirreni
- Opatství Regina Pacis
- Opatství Subiaco
- Opatství svaté Kateřiny Alexandrijské
- Opatství svatého Jiří Většího - Benátky
- Opatství svatého Kolumbána
- Územní opatství Mater Ecclesiae - Isola San Giulio

 Izrael
- Klášter Tabgha

 Japonsko
- Klášter Muronan

 Jižní Afrika
- Klášter Inkamana
- Klášter Polokwane

 Kanada
- Územní opatství Saint Peter–Muenster

 Maďarsko
- Arciopatství Pannonhalma
- Opatství Ják
- Klášter Tihany

 Mexiko
- Klášter Ahuatepec
- Klášter Nuestra Señora de la Soledad

 Německo
- Arciopatství sv. Martina v Beuronu
- Klášter Alpirsbach
- Klášter Andechs
- Klášter Bebenhausen
- Klášter Benediktbeuern
- Klášter Blaubeuren
- Klášter Bleidenstadt
- Cella Sankt Benedikt (Hannover)
- Cella Sankt Benedikt (Reichenau) - poblíž Kostnice, pokračování zrušeného kláštera Reichenau
- Klášter benediktinek Burtscheid
- Klášter Comburg
- Klášter Corvey
- Klášter Disentis
- Klášter Echternach
- Klášter Ellwangen
- Klášter Engelberg
- Klášter Ettal
- Klášter Ettenheimmünster
- Klášter Fulda
- Klášter Gengenbach
- Klášter Hirsau
- Klášter Lorch
- Klášter Maria Laach
- Klášter Marienrode
- Klášter Neresheim
- Klášter Neuburg
- Klášter Paulinzella
- Klášter Pegau
- Klášter Reichenau
- Klášter Rinchnach
- Opatství Lorsch
- Opatství sv. Štěpána (Augsburg)

 Nizozemsko
- Opatství svatého Vojtěcha (Egmond-Binnen)
- Opatství svatého Willibrorda

 Polsko
- Klášter Biskupov
- Klášter Křesobor (Krzeszów)
- Převorství Křivín
- Klášter benediktinek v Lomži
- Převorství Sedlice
- Klášter Srpec
- Klášter Týnec
- Převorství Vratislav
- Klášter Zarnowiec

 Rakousko
- Opatství sv. Blažeje v Admontu
- Opatství Altenburg
- Klášter Bertoldstein
- Opatství Nanebevzetí Panny Marie v Göttweigu
- Převorství sv. Josefa v Maria Roggendorf
- Převorství Gut Aich
- Opatství Kremsmünster
- Opatství Nanebevzetí Panny Marie v Lambachu
- Opatství St. Lambrecht
- Opatství sv. Petra a Pavla v Melku
- Opatství archanděla Michaela v Michaelbeuernu
- Klášter Nonnberg
- Arciopatství sv. Petra apoštola v Salcburku
- Klášter Sankt Georgenberg
- Sekavský klášter (Seckau)
- Opatství Nanebevzetí Panny Marie v Seitenstettenu
- Skotské kláštery
  - Skotský klášter ve Vídni
- Opatství sv. Pavla (Sankt Paul im Lavanttal)

 Senegal
- Opatství Keur Moussa

 Severní Korea
- Opatství Tŏkwon - fakticky zaniklé, formálně existující

 Slovensko
- Klášter Bzovík - zaniklý
- Klášter Hronský Beňadik - zaniklý
- Klášter Proměnění Páně v Samporu
- Zoborský klášter - zaniklý

 Slovinsko
- Priorát Maribor

 Spojené království
- Opatství svatého Augustina (Ramsgate)

 Spojené státy americké
- Klášter Panny Marie pomocnice křesťanů
- Klášter svaté Gertrudy
- Opatství Krista na poušti
- Opatství Mary Mother of the Church
- Opatství Newark
- Opatství Our Lady of Clear Creek
- Opatství svatého Benedikta (Atchison)
- Opatství svatého Ondřeje (Cleveland)
- Opatství svatého Prokopa (Lisle) - založeno českými emigranty
- Opatství svatého Řehoře (Shawnee)
- Priorát Mount Saviour
- Priorát Savannah

 Srí Lanka
- Klášter svatého Silvestra (Ampitiya)

 Španělsko
- Klášter Montserrat
- Klášter Sant Esteve
- Klášter Sant Joan de les Abadesses
- Klášter Sant Pere de Rodes
- Klášter Santa María de Gerri
- Klášter Santa María de Ripoll
- Klášter San Salvador de Oña
- Klášter San Salvador de Leyre
- Klášter San Juan de la Peña
- Klášter San Millán de Yuso
- Klášter San Pedro el Viejo
- Klášter Santo Domingo de Silos

 Švýcarsko
- Klášter benediktinek Fraumünster v Curychu
- Klášter Disentis
- Klášter Einsiedeln
- Klášter Engelberg
- Klášter Mariastein
- Klášter Muri
- Klášter Romainmôtier
- Opatství Saint Benoit de Port-Valais
- Knížecí opatství svatého Havla (St. Gallen)
- Opatství svatého Ondřeje (Sarnen)
- Převorství Maria-Rickenbach

 Trinidad a Tobago
- Opatství Naší Paní z exilu

 Venezuela
- Klášter San José (Valencia)